# Asociace umělců medailérů
Asociace umělců medailérů (AUM), založena 1990 v Praze, sdružuje umělce, teoretiky a umělecké řemeslníky zabývající se medailérskou tvorbou. Cílem sdružení je pečovat o rozvoj drobného reliéfu bez rozdílu uměleckého názoru, techniky realizace a funkce. Do sféry svého zájmu zahrnuje i mincovní tvorbu, a proto je mezi členy většina autorů českých oběžných i pamětních mincí.

## Historie
K zakladatelům českého medailérství patřil Václav Jan Seidan (1817–1870), který studoval Akademii ve Vídni a v Praze. Komorní reliéfní plastika se dočkala velkého rozkvětu na přelomu 19. a 20. století v době secese, kdy se jí zabývala řada vynikajících sochařů (Kafka, Sucharda, Šaloun, Bílek, Paukert, Mára, Krepčík).
V roce 1915 byl na pražské Akademii založen medailérský ateliér, který postupně vedli Stanislav Sucharda, Jan Štursa a Otakar Španiel. Vedle tvůrců, kteří se na reliéfní a medailérskou tvorbu specializovali (Josef Šejnost), zanechala v tomto oboru výraznou stopu i řada malířů (František Kupka, Emil Filla) a sochařů (Jaroslav Brůha, Jaroslav Horejc, Bedřich Stefan, Vincenc Makovský, Marie Uchytilová).
V roce 1937 bylo Československo jedním ze zakládajících členů mezinárodní organizace medailérů F.I.D.E.M. (Fédération Internationale de la Médaille).

Ve 20. století se v medailérské tvorbě postupně uplatnily sochařské vlivy od symbolismu a kubismu až k expresionismu a geometrické abstrakci.
S nástupem moderního umění se stále více uplatňuje v tomto oboru volná tvorba a umělecké řemeslo zaměřené na návrhy šperků.

## Činnost AUM
První samostatná výstava se uskutečnila v galerii ČFVU v Praze roku 1958 (Česká soudobá medaile a plaketa: Práce z let 1945–1958). V roce 1987 se konala Celostátní výstava medailí a plaket, která z Prahy (Mánes) byla přenesena do Zlína (Gottwaldova), Pardubic, Plzně, Kremnice, Brna, NDR, NSR, SSSR.
Roku 1990 se původní medailérská sekce SČVU osamostatnila a byla založena Asociace umělců medailérů.

### Výstavy
Asociace umělců medailérů pravidelně představuje tvorbu svých členů na různých společných výstavách především na Salonech AUM pořádaných od roku 1992 a na světové přehlídce v rámci kongresů FIDEM.

## Členové
- Petr Haimann, 29. 4. 1938
- Luděk Havelka, 27. 4. 1941
- Karel Hyliš, 25. 3. 1928
- Zdeněk Kolářský, 29. 4. 1931
- Marie Leontovyčová, 17. 3. 1927
- Miloš Mityska, 1934
- Karel Mráz, 23. 5. 1947
- Milada Othová, 1. 10. 1944
- Radomír B. Pospíšil, 8. 4.1938 – 31. 12. 2000
- Zdeněk Preclík, 20. 1. 1949
- Zdeněk Přikryl, 4. 7. 1928
- Mikuláš Rutkovský, 12. 6. 1940
- Lubomír Růžička, 7. 3. 1938
- Lumír Šindelář, 15. 1. 1925
- Josef Špaček, 31. 8. 1923
- Bohumil Teplý, 13. 4.1932
- Oldřich Tlustoš, 2. 7. 1935
- Zdeněk Tománek, 15. 1. 1958
- Jitka Kateřina Trčková (Trčka), 4. 6. 1945
- Michal Vitanovský, 3. 5. 1946
- Miroslav Vyšín, 0.0.1927
- Marie Zábranská Roškotová, 16. 1. 1941
- Karel Zeman, 7.12.1949
- Alexandrovský Andrej
- Bálek František
- Bejvl Jaroslav
- Boublíková Jahnová Juliana
- Dostál Jiří
- Dubský Milan
- Eisnerová Tereza
- Hampl Jiří Václav
- Harcuba Jiří
- Hásek Jan
- Holub Karel
- Horák Petr
- Hvozdenský Josef, 7. 3. 1932 – 19. 5. 2009
- Knobloch Milan
- Kolář Ondřej
- Koškina Valerie
- Kostka Stanislav
- Lukáš Jan
- Mašata Vladislav
- Nebeská Lenka
- Němečková Věra
- Nová Miroslav
- Orava Jakub
- Othová Milada
- Patera Otto
- Pospíšil Jaroslav
- Provazníková Marcela
- Roskovec Anselm
- Rutkovský Mikuláš
- Skromný Rudolf
- Smrž Jan
- Věneček Jiří
- Věrný Miloš
- Veselák Jaroslav
- Vinz Christopher
- Vlach Jiří
- VOŠ Uměleckoprůmyslová Jablonec nad Nisou
- Zeman Bořek